# Payantla
Payantla är en ort i Mexiko.   Den ligger i kommunen Tamazunchale och delstaten San Luis Potosí, i den sydöstra delen av landet, 200 km norr om huvudstaden Mexico City. Payantla ligger 183 meter över havet och antalet invånare är 316.
Terrängen runt Payantla är kuperad österut, men västerut är den bergig. Runt Payantla är det ganska tätbefolkat, med 56 invånare per kvadratkilometer. Närmaste större samhälle är Tamazunchale, 5,5 km norr om Payantla. I omgivningarna runt Payantla växer huvudsakligen savannskog.